# Condado de Korçë
El condado de Korçë ([kɔ_ɾtʃ(ə)] Korça en albanés: Qarku i Korçës) es uno de los doce condados de Albania, ubicado en la parte este del país. Lo conforman los distritos Devoll, Kolonjë, Korçë y Pogradec siendo su capital Korçë. 
Desde la reforma de 2015, se organiza en los municipios de Devoll, Kolonjë, Korçë, Maliq, Pogradec y Pustec.

## Distrito de Devoll
- Bilisht
- Hoçisht
- Miras
- Progër
- Qendër Bilisht

## Distrito de Kolonjë
- Barmash
- Çlirim
- Ersekë
- Leskovik
- Mollas
- Novoselë
- Qendër Ersekë
- Qendër Leskovik

## Distrito de Korçë
- Drenovë
- Korçë
- Lekas
- Mollaj
- Qendër Bulgarec
- Vithkuq
- Voskop
- Voskopojë

## Distrito de Maliq
- Gorë
- Libonik
- Maliq
- Moglicë
- Pirg
- Pojan
- Vreshtas

## Distrito de Pogradec
- Buçimas
- Çërravë
- Dardhas
- Hudënisht
- Pogradec
- Proptisht
- Trebinjë
- Velçan

## Distrito de Pustec
- Pustec

## Demografía
| Gráfica de evolución de Condado de Korçë entre 2010 y 2016 |
|                                                            |